# Qatar ExxonMobil Open 2019
Qatar ExxonMobil Open 2019 byl tenisový turnaj mužů na profesionálním okruhu ATP Tour, hraný v areálu Khalifa International Tennis and Squash Complex na otevřených dvorcích s tvrdým povrchem Plexicushion. Konal se na úvod sezóny mezi 31. prosincem 2018 a 5. lednem 2019 v katarském hlavním městě Dauhá jako dvacátý sedmý ročník turnaje.
Událost se řadila do kategorie ATP Tour 250 a její celkový rozpočet činil 1 416 205 dolarů. Nejvýše nasazeným hráčem ve dvouhře se stala světová jednička Novak Djoković ze Srbska. Jako poslední přímý účastník do hlavní singlové soutěže nastoupil ruský 68. hráč žebříčku Andrej Rubljov.
Devátý singlový titul na okruhu ATP Tour získal 30letý Španěl Roberto Bautista Agut. Ve čtvrté sezóně za sebou tak vybojoval triumfoval během úvodních dvou lednových týdnů. Premiérovou společnou trofej z mužské čtyřhry na túře ATP si odvezla belgicko-francouzská dvojice David Goffin a Pierre-Hugues Herbert.

## Rozdělení bodů a finančních odměn

### Rozdělení bodů
| Soutěž  | vítězové | finalisté | semifinalisté | čtvrtfinalisté | 16 v kole | 32 v kole | Q  | Q2 | Q1 |
| ------- | -------- | --------- | ------------- | -------------- | --------- | --------- | -- | -- | -- |
| dvouhra | 250      | 150       | 90            | 45             | 20        | 0         | 12 | 6  | 0  |
| čtyřhra | 250      | 150       | 90            | 45             | 0         | —         | —  | —  | —  |

### Finanční odměny
| Soutěž                              | vítězové | finalisté | semifinalisté | čtvrtfinalisté | 16 v kole | 32 v kole | Q2     | Q1     |
| ----------------------------------- | -------- | --------- | ------------- | -------------- | --------- | --------- | ------ | ------ |
| dvouhra                             | $219 755 | $118 320  | $64 975       | $36 670        | $20 655   | $12 110   | $6 310 | $3 170 |
| čtyřhra                             | $74 270  | $38 070   | $20 630       | $11 800        | $6 910    | —         | —      | —      |
| částka ve čtyřhře je uvedena na pár |          |           |               |                |           |           |        |        |

## Dvouhra mužů

### Nasazení
| Stát                             | Hráč                  | ATP | Nasazení |
| -------------------------------- | --------------------- | --- | -------- |
| Srbsko                           | Novak Djoković        | 1.  | 1.       |
| Rakousko                         | Dominic Thiem         | 8.  | 2.       |
| Rusko                            | Karen Chačanov        | 11. | 3.       |
| Itálie                           | Marco Cecchinato      | 20. | 4.       |
| Gruzie                           | Nikoloz Basilašvili   | 21. | 5.       |
| Belgie                           | David Goffin          | 22. | 6.       |
| Španělsko                        | Roberto Bautista Agut | 24. | 7.       |
| Španělsko                        | Fernando Verdasco     | 28. | 8.       |
| Žebříček ATP k 24. prosinci 2018 |                       |     |          |

### Jiné formy účasti
Následující hráčí obdrželi divokou kartu do hlavní soutěže:
- Tomáš Berdych
- Cem İlkel
- Mubarak Shannan Zayid

Následující hráči postoupili z kvalifikace:
- Ričardas Berankis
- Guillermo García-López
- Maximilian Marterer
- Serhij Stachovskyj

Následující hráč postoupil z kvalifikace jako tzv. šťastný poražený:
- Paolo Lorenzi

### Odhlášení
před zahájením turnaje
- Richard Gasquet → nahradil jej  Stan Wawrinka
- Michail Kukuškin → rnahradil jej  Andrej Rubljov
- Feliciano López → nahradil jej  Paolo Lorenzi

## Mužská čtyřhra

### Nasazení
| Stát                                                                                      | Hráč           | Stát       | Hráč           | ATP | Nasazení |
| ----------------------------------------------------------------------------------------- | -------------- | ---------- | -------------- | --- | -------- |
| Rakousko                                                                                  | Oliver Marach  | Chorvatsko | Mate Pavić     | 7.  | 1.       |
| Spojené království                                                                        | Jamie Murray   | Brazílie   | Bruno Soares   | 14. | 2.       |
| Chorvatsko                                                                                | Nikola Mektić  | Rakousko   | Alexander Peya | 30. | 3.       |
| Spojené království                                                                        | Dominic Inglot | Chorvatsko | Franko Škugor  | 48. | 4.       |
| Žebříček ATP k 24. prosinci 2018; číslo je součtem žebříčkového postavení obou členů páru |                |            |                |     |          |

### Jiné formy účasti
Následující páry obdržely divokou kartu do hlavní soutěže:
- Marko Djoković /  Novak Djoković
- Cem İlkel /  Mubarak Shannan Zayid

## Přehled finále

### Mužská dvouhra
- Roberto Bautista Agut vs.  Tomáš Berdych, 6–4, 3–6, 6–3

### Mužská čtyřhra
- David Goffin /  Pierre-Hugues Herbert vs.  Robin Haase /  Matwé Middelkoop, 5–7, 6–4, [10–4]